# Simbabwische Cricket-Nationalmannschaft in Pakistan in der Saison 1993/94
Die Tour der simbabwischen Cricket-Nationalmannschaft nach Pakistan in der Saison 1993/94 fand vom 1. bis zum 27. Dezember 1993 statt. Die internationale Cricket-Tour war Bestandteil der Internationalen Cricket-Saison 1993/94 und umfasste drei Tests und drei ODIs. Pakistan gewann die Test-Serie 2–0 und die ODI-Serie 3–0.

## Vorgeschichte
Pakistan spielte zuvor bei einem Drei-Nationen-Turnier in den Vereinigten Arabischen Emiraten, Simbabwe bei einem Fünf-Nationen-Turnier in Indien.
Das letzte Aufeinandertreffen der beiden Mannschaften fand in der Saison 1992/93 in Simbabwe statt.

## Stadien
Die folgenden Stadien wurden für die Tour als Austragungsort vorgesehen.
| Stadion                    | Stadt      | Kapazität | Spiele          |
| -------------------------- | ---------- | --------- | --------------- |
| National Stadium           | Karachi    | 34.228    | 1. Test; 1. ODI |
| Gaddafi Stadium            | Lahore     | 60.000    | 3. Test; 3. ODI |
| Rawalpindi Cricket Stadium | Rawalpindi | 25.000    | 2. Test; 2. ODI |

## Kaderlisten
Die folgenden Kader wurden von den Mannschaften benannt.
| Test | Test | ODI | ODI |
| Pakistan | Simbabwe | Pakistan | Simbabwe |
| --- | --- | --- | --- |
| - Wasim Akram (K) - Waqar Younis (VK) - Aamer Sohail - Ashfaq Ahmed - Asif Mujtaba - Ata-ur-Rehman - Basit Ali - Inzamam-ul-Haq - Javed Miandad - Mushtaq Ahmed - Rashid Latif (wk) - Shoaib Mohammad - Tauseef Ahmed | - Andy Flower (K, wk) - David Brain - Eddo Brandes - Glen Bruk-Jackson - Alistair Campbell - Mark Dekker - Grant Flower - Dave Houghton - Wayne James (wk) - Stephen Peall - John Rennie - Heath Streak - Guy Whittall | - Wasim Akram (K) - Aamer Nazir - Aaqib Javed - Asif Mujtaba - Basit Ali - Inzamam-ul-Haq - Irfan Bhatti - Javed Miandad - Mushtaq Ahmed - Rashid Latif (wk) - Saeed Anwar - Saleem Malik - Waqar Younis | - Andy Flower (K, wk) - David Brain - Eddo Brandes - Glen Bruk-Jackson - Alistair Campbell - Mark Dekker - Grant Flower - Dave Houghton - Wayne James (wk) - Stephen Peall - John Rennie - Heath Streak - Guy Whittall |

## Test Matches

### Erster Test in Karachi
| 1. – 5. Dezember Scorecard | Karachi | Pakistan 423-8d (155) & 131-3d (26) | – | Simbabwe 289 (116.1) & 134 (62.5) |
|                            |         | Pakistan gewinnt mit 131 Runs       |   |                                   |

Pakistan gewann den Münzwurf und entschied sich als Schlagmannschaft zu beginnen. Als Spieler des Spiels wurde Waqar Younis ausgezeichnet.

### Zweiter Test in Rawalpindi
| 9. – 14. Dezember Scorecard | Rawalpindi | Pakistan 245 (110.2) & 248 (101.3) | – | Simbabwe 254 (74) & 187 (62.2) |
|                             |            | Pakistan gewinnt mit 52 Runs       |   |                                |

Simbabwe gewann den Münzwurf und entschied sich als Feldmannschaft zu beginnen. Als Spieler des Spiels wurde Waqar Younis ausgezeichnet.

### Dritter Test in Lahore
| 16. – 21. Dezember Scorecard | Lahore | Pakistan 147 (51.4) & 174-1 (82) | – | Simbabwe 230 (84.4) |
|                              |        | Remis                            |   |                     |

Simbabwe gewann den Münzwurf und entschied sich als Feldmannschaft zu beginnen. Als Spieler des Spiels wurde David Brain ausgezeichnet.

## One-Day Internationals

### Erstes ODI in Karachi
| 24. Dezember Scorecard | Karachi | Simbabwe 143 (38/40)           | – | Pakistan 147-7 (33.5/40) |
|                        |         | Pakistan gewinnt mit 7 Wickets |   |                          |

Pakistan gewann den Münzwurf und entschied sich als Feldmannschaft zu beginnen. Als Spieler des Spiels wurde Wasim Akram ausgezeichnet.

### Zweites ODI in Rawalpindi
| 25. Dezember Scorecard | Rawalpindi | Simbabwe 195-5 (40/40)         | – | Pakistan 196-4 (39.4/40) |
|                        |            | Pakistan gewinnt mit 6 Wickets |   |                          |

Pakistan gewann den Münzwurf und entschied sich als Feldmannschaft zu beginnen. Als Spieler des Spiels wurde Asif Mujtaba ausgezeichnet.

### Drittes ODI in Lahore
| 27. Dezember Scorecard | Lahore | Pakistan 216-4 (40/40)       | – | Simbabwe 141-9 (40/40) |
|                        |        | Pakistan gewinnt mit 75 Runs |   |                        |

Pakistan gewann den Münzwurf und entschied sich als Schlagmannschaft zu beginnen. Als Spieler des Spiels wurde Inzamam-ul-Haq ausgezeichnet.